# Xã Hopewell, Quận Beaver, Pennsylvania
Xã Hopewell (tiếng Anh: Hopewell Township) là một xã thuộc quận Beaver, tiểu bang Pennsylvania, Hoa Kỳ. Năm 2010, dân số của xã này là 12.593 người.